# Pterocephalus gedrosiacus
Pterocephalus gedrosiacus är en tvåhjärtbladig växtart som beskrevs av Karl Heinz Rechinger. Pterocephalus gedrosiacus ingår i släktet Pterocephalus och familjen Dipsacaceae. Inga underarter finns listade i Catalogue of Life.